# Lingnaam Agricultural Review
Lingnaam Agricultural Review (abreviado Lingnaam Agric. Rev.) fue una revista científica con ilustraciones y descripciones botánicas que fue publicada en Cantón desde el año 1922/1923 hasta 1927. Fue sustituida por Lingnan Sci. J..